# Powiat biłgorajski
Powiat biłgorajski – powiat w Polsce, w południowej części województwa lubelskiego, odtworzony w 1999 roku w ramach reformy administracyjnej. Jego siedzibą jest miasto Biłgoraj.
Powiat leży głównie na pograniczu Równiny Biłgorajskiej i Płaskowyżu Tarnogrodzkiego. Północne gminy powiatu tworzą specyficzne podłużne i wąskie pasmo, przebiegające na krótkich odcinkach przez szereg równoleżnikowych mezoregionów: Wzniesienia Urzędowskie, Roztocze Zachodnie, Padół Zamojski i Wyniosłość Giełczewską. Wschodnie krańce powiatu leżą w obrębie Roztocza Środkowego. Głównymi rzekami powiatu są Tanew, Łada i Por. Na terenie powiatu znajdują się złoża gazu ziemnego i ropy naftowej. Jest to region wybitnie rolniczy z dużymi obszarami leśnymi.

## Podział administracyjny
| Gmina                  | Powierzchnia gminy | Ludność gminy | Gęstość zaludnienia | Siedziba gminy     | Ludność siedziby | Odl. m.p. |
| –                      | km²                | os.           | os./km²             | –                  | os.              | km        |
| ---------------------- | ------------------ | ------------- | ------------------- | ------------------ | ---------------- | --------- |
| Gmina miejska          |                    |               |                     |                    |                  |           |
| Biłgoraj               | 21,10              | 26 114        | 1238                | Biłgoraj           | 26 114           | 0         |
| Gminy miejsko-wiejskie |                    |               |                     |                    |                  |           |
| Frampol                | 107,61             | 6059          | 56                  | Frampol            | 1432             | 16        |
| Goraj                  | 67,87              | 4041          | 60                  | Goraj              | 968              | 25        |
| Józefów                | 126,46             | 6706          | 53                  | Józefów            | 2473             | 31        |
| Tarnogród              | 114,25             | 6616          | 58                  | Tarnogród          | 3304             | 21        |
| Turobin                | 162,19             | 5942          | 37                  | Turobin            | 983              | 40        |
| Gminy wiejskie         |                    |               |                     |                    |                  |           |
| Aleksandrów            | 54,26              | 3269          | 60                  | Aleksandrów        | 3244             | 18        |
| Biłgoraj               | 262,64             | 13381         | 51                  | Biłgoraj           | –                | 0         |
| Biszcza                | 106,31             | 3717          | 35                  | Biszcza            | 1876             | 20        |
| Księżpol               | 141,28             | 6893          | 49                  | Księżpol           | 1210             | 12        |
| Łukowa                 | 148,72             | 4191          | 28                  | Łukowa             | 2595             | 30        |
| Obsza                  | 113,23             | 4214          | 37                  | Obsza              | 794              | 40        |
| Potok Górny            | 111,16             | 5314          | 48                  | Potok Górny        | 1296             | 35        |
| Tereszpol              | 144,01             | 3876          | 27                  | Tereszpol-Zaorenda | 1123             | 18        |

Liczba ludności na 31 grudnia 2020 roku

Źródła: Polska w liczbach

## Główne miejscowości
Na terenie powiatu znajduje się sześć miast (dane z 2024 r..):
- Biłgoraj (24669 mieszk. • 21,10 km² • 1174 os./km²)
- Tarnogród (3109 mieszk. • 10,69 km² • 291 os./km²)
- Józefów (2319 mieszk. • 5,00 km² • 464 os./km²)
- Frampol (1330 mieszk. • 4,67 km² • 285 os./km²)
- Goraj (896 mieszk. • 7,64 km² • 117 os./km²)
- Turobin (823 mieszk. • 1,60 km² • 514  os./km²)

Inne większe wsie (powyżej 1000 mieszkańców) to Aleksandrów (3100), Łukowa (2700), Sól (2200), Różaniec (1800), Potok Górny (1400), Tereszpol-Zaorenda (1400), Zamch (1500), Biszcza (1200), Lipiny Dolne (1200), Dąbrowica (1200), Księżpol (1100), Chmielek (1100) i Bukowina (1000).

## Historia

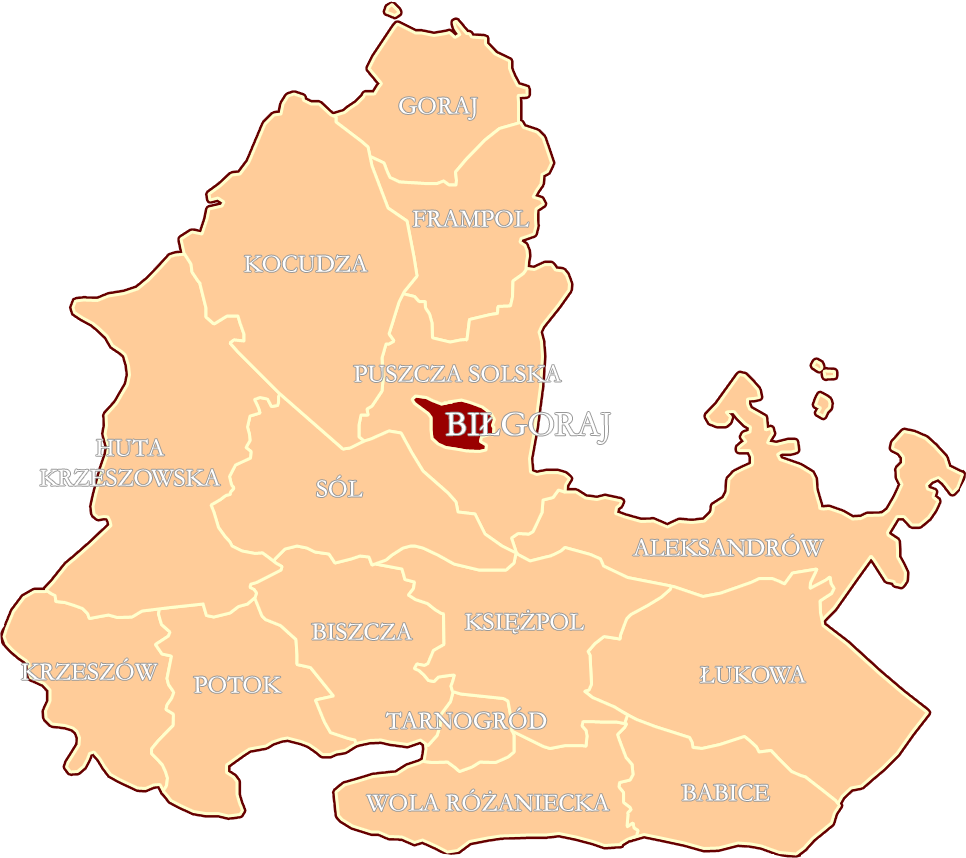
Gminy powiatu biłgorajskiego 1933-54

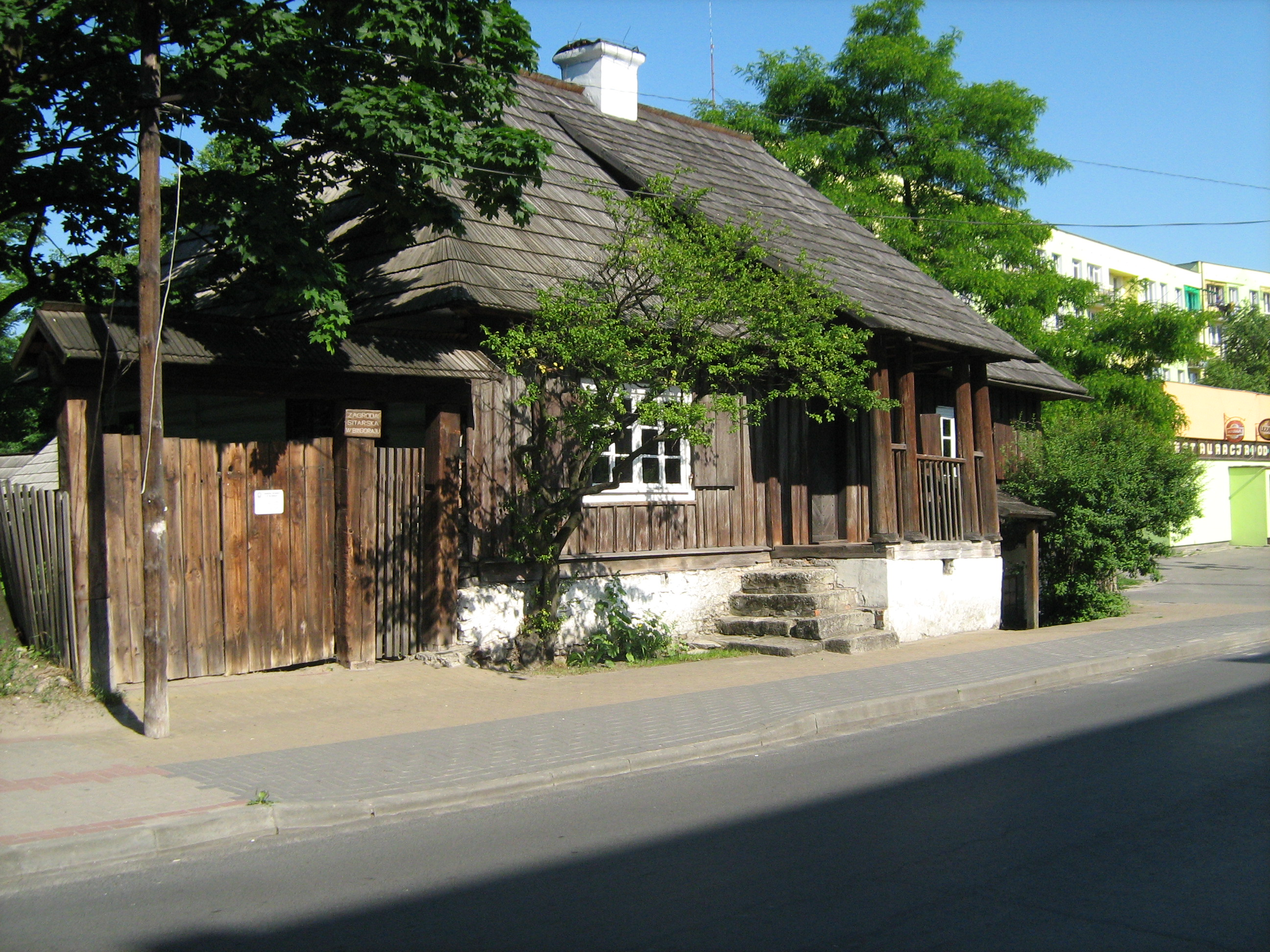
Zagroda sitarska w Biłgoraju

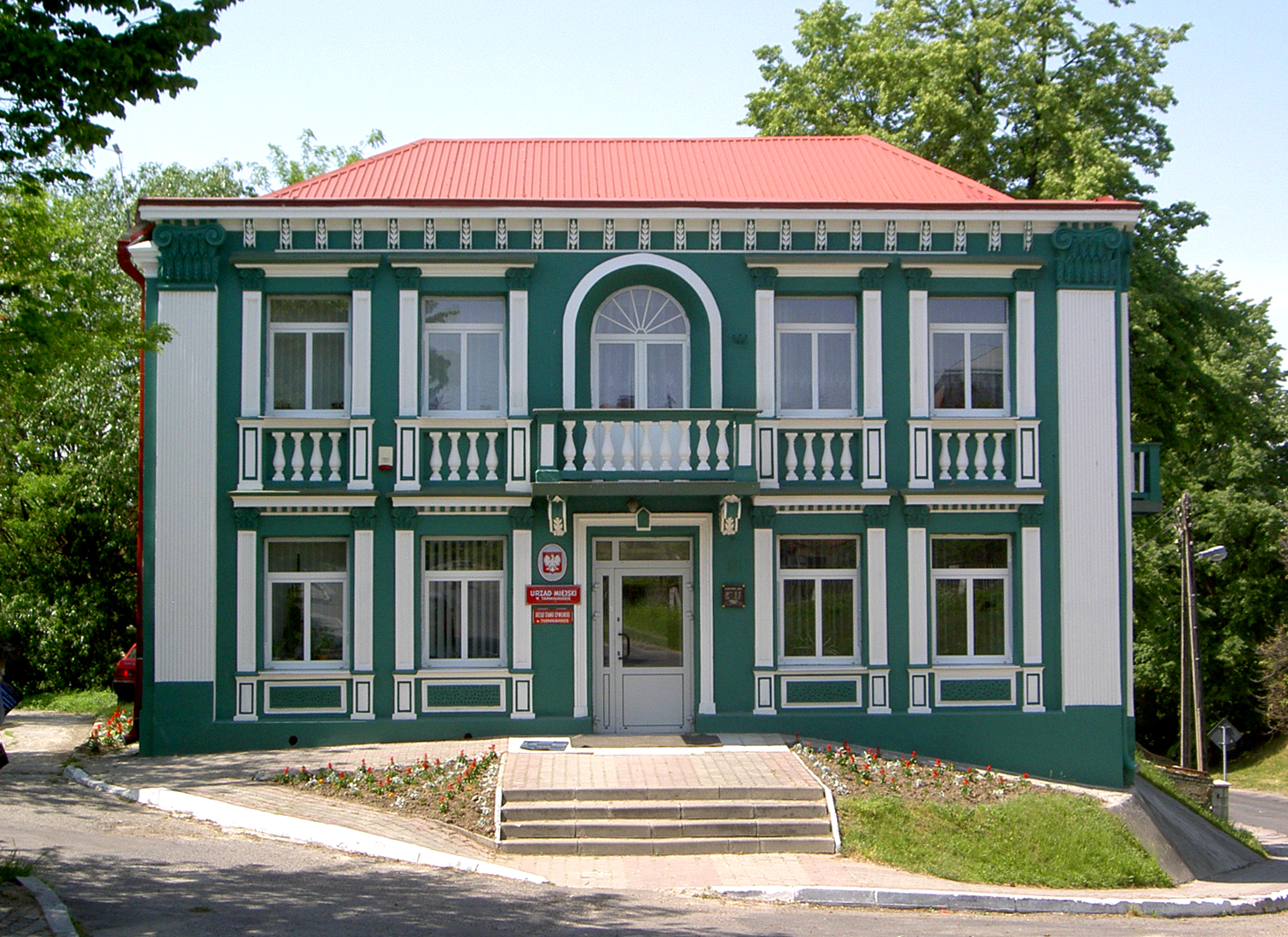
Pałacyk w Tarnogrodzie (1930)

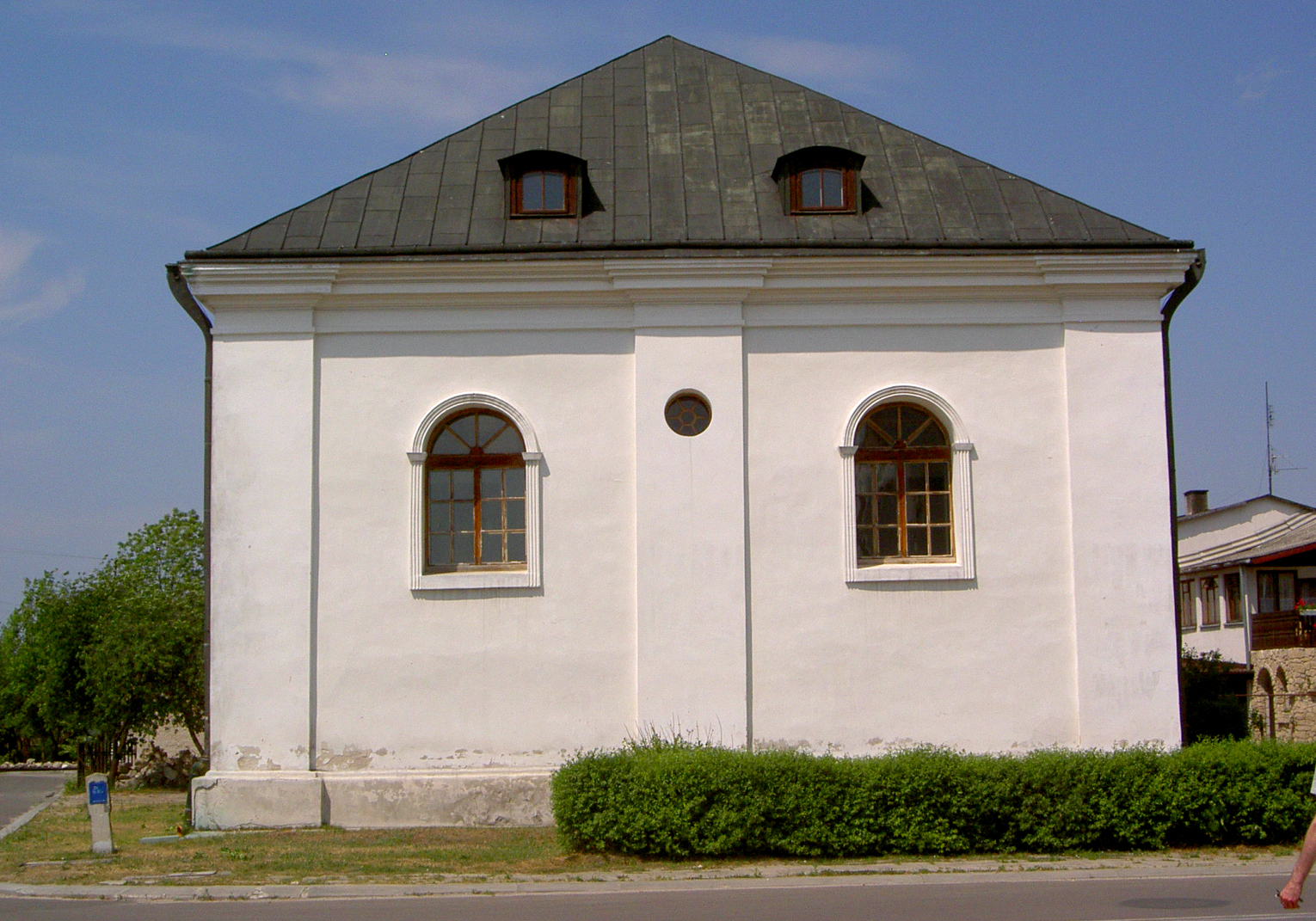
Dawna synagoga w Józefowie

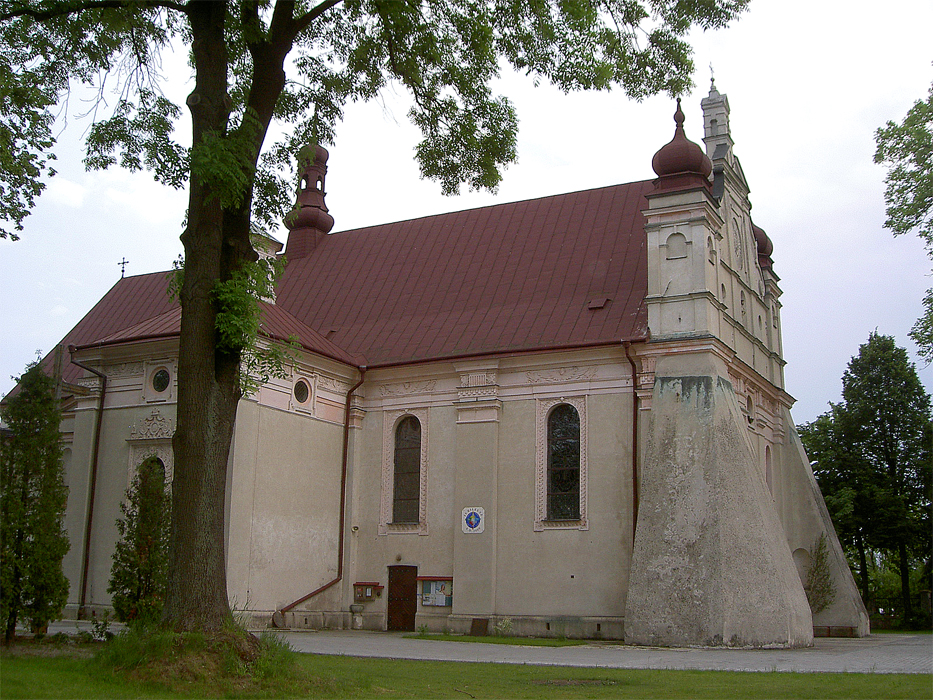
Kościół św. Dominika w Turobinie

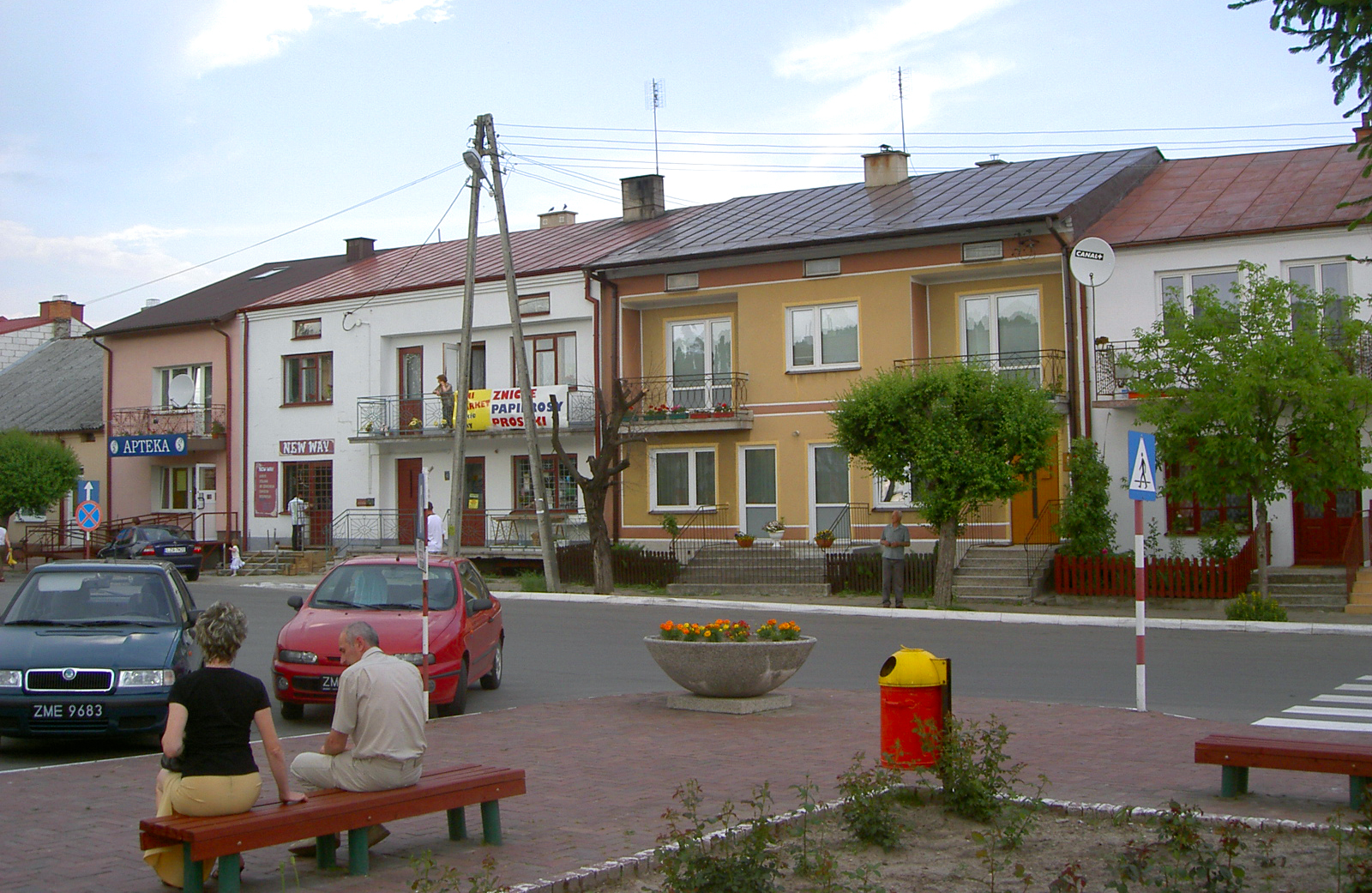
Rynek w Goraju

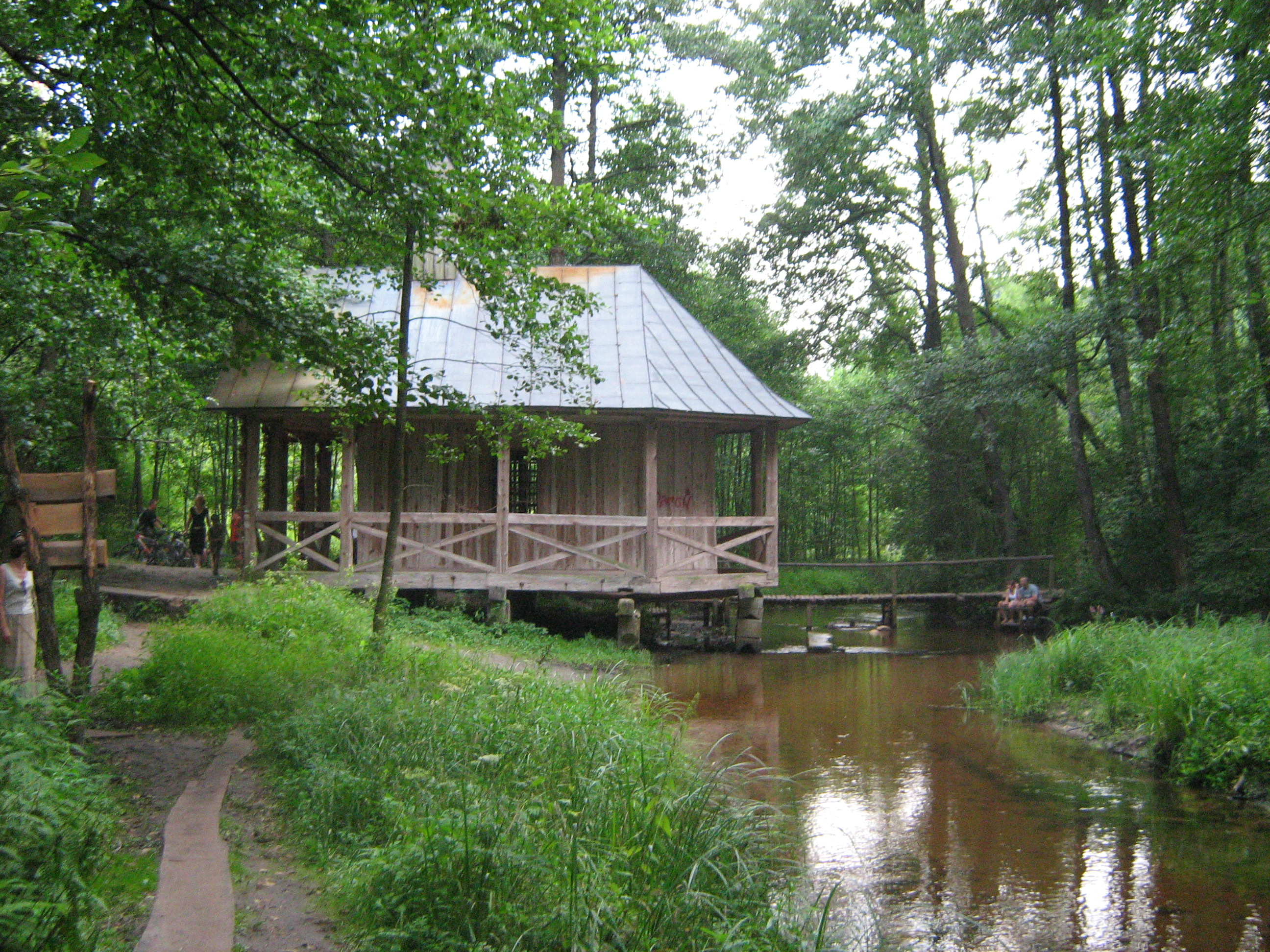
Kapliczka na wodzie w Górecku

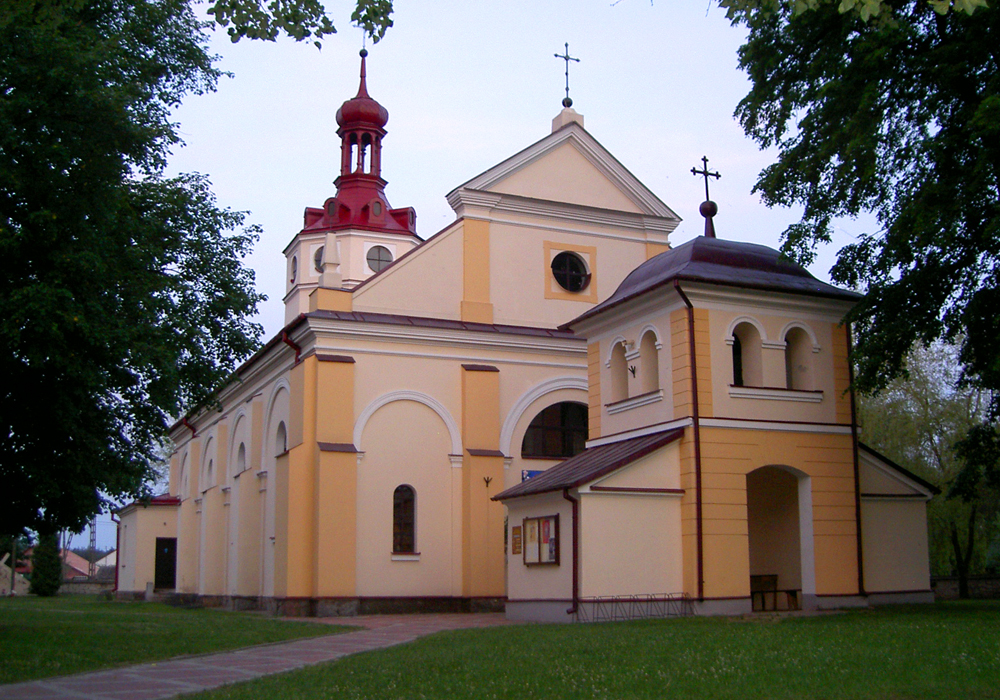
Kościół Matki Bożej Częstochowskiej (dawna cerkiew) w Tereszpolu

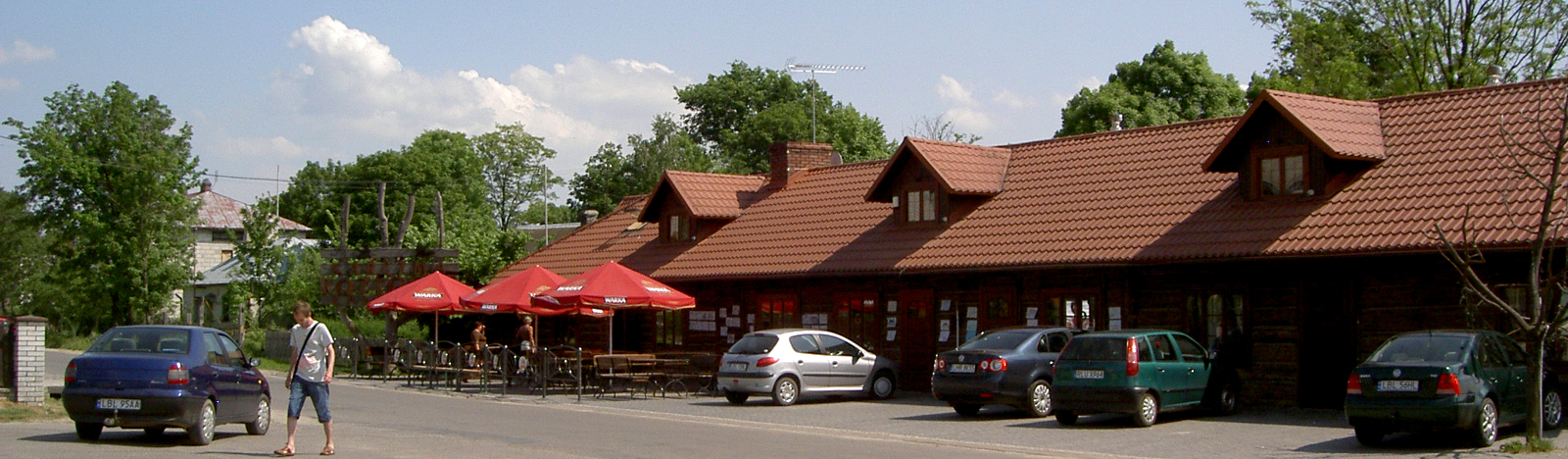
Oberża w Obszy

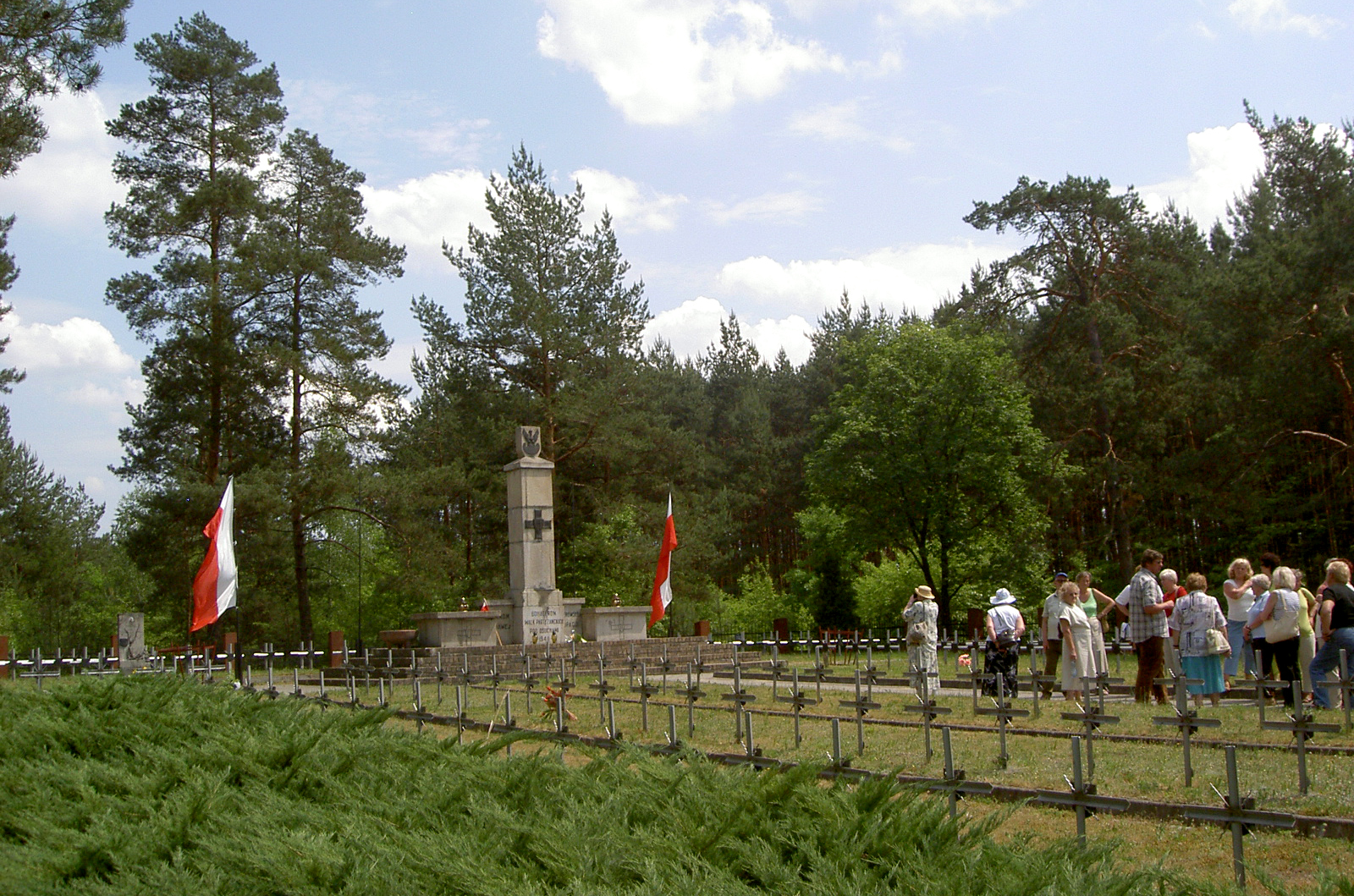
Cmentarz partyzancki w Osuchach

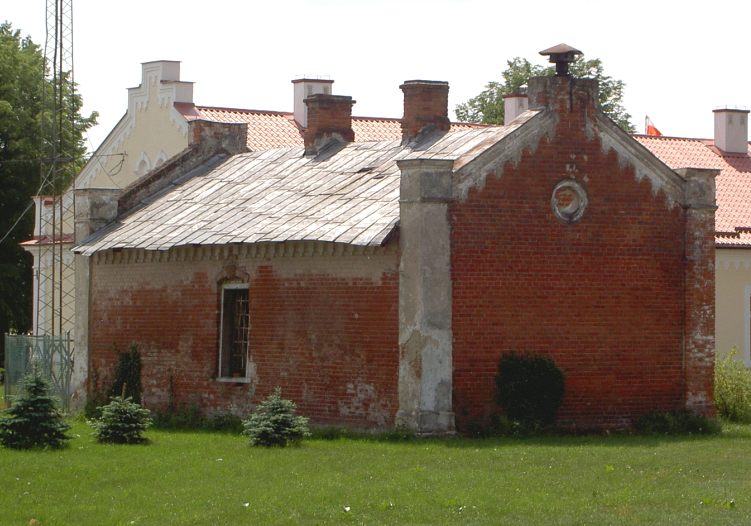
Dawny areszt w Łukowej

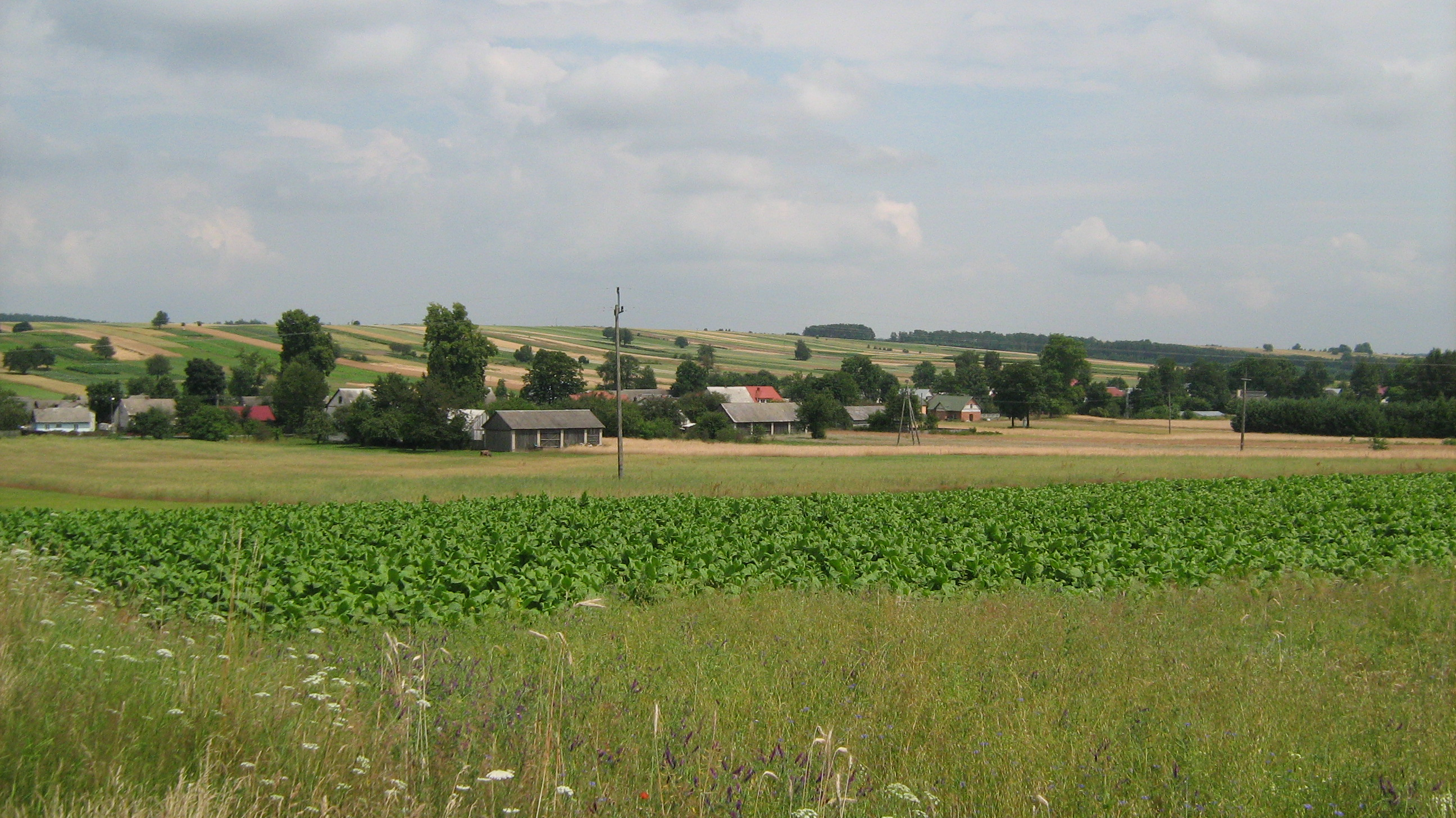
Panorama Stanisławowa

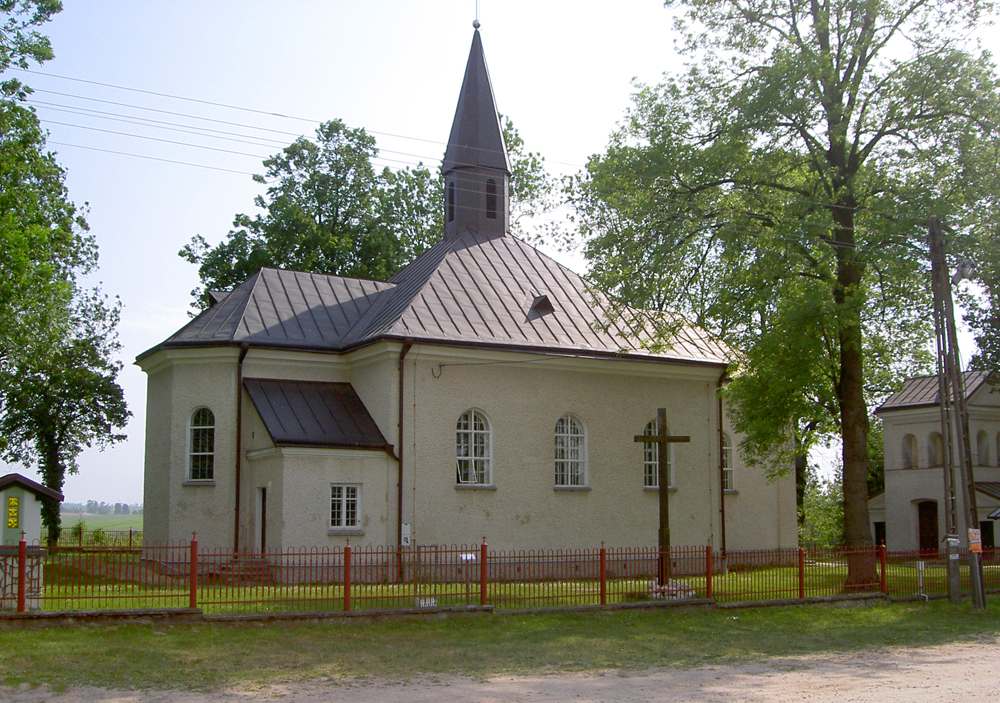
Kościół Podwyższenia Krzyża Pańskiego w Księżpolu, dawna cerkiew

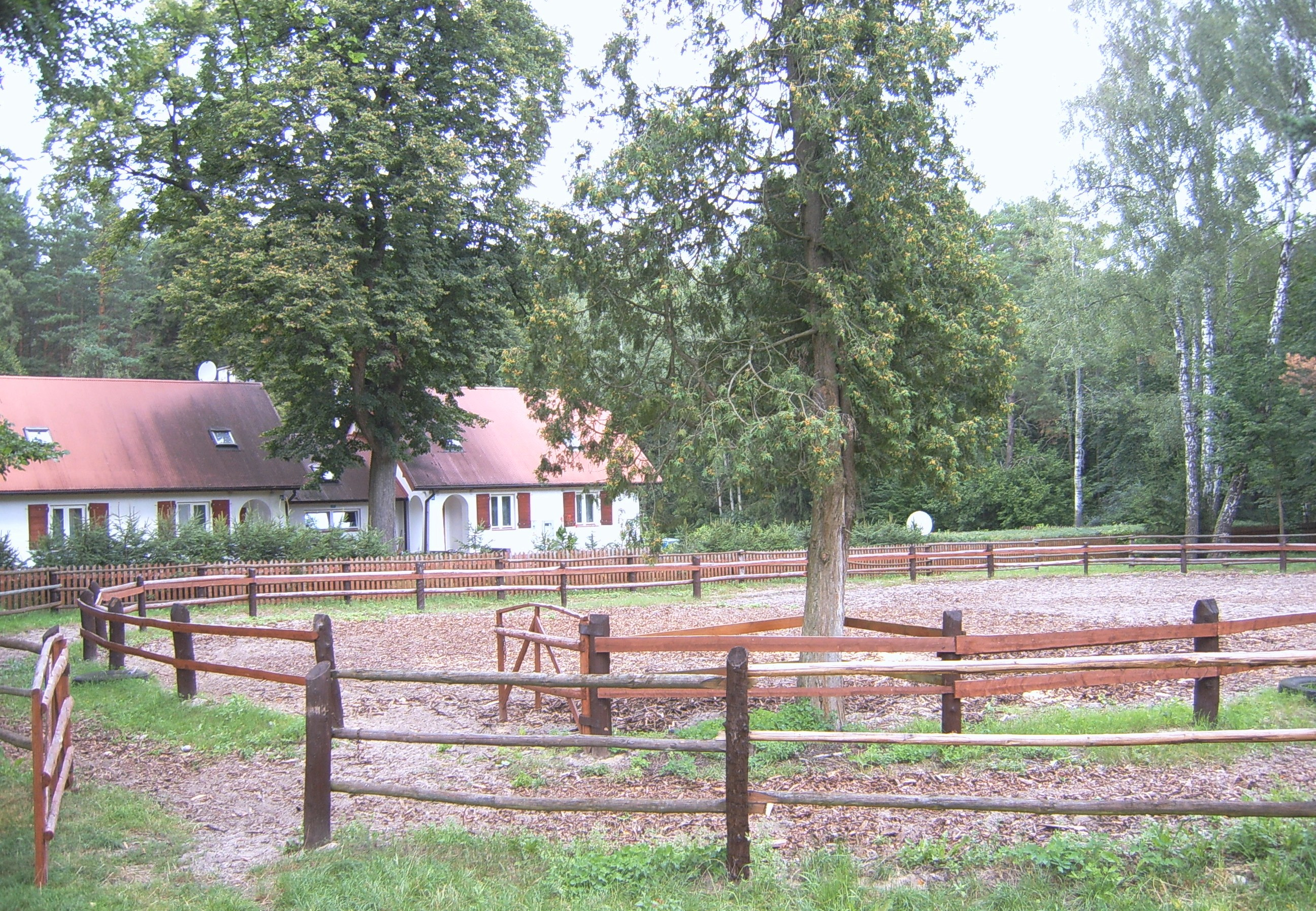
Gajówka we Floriance

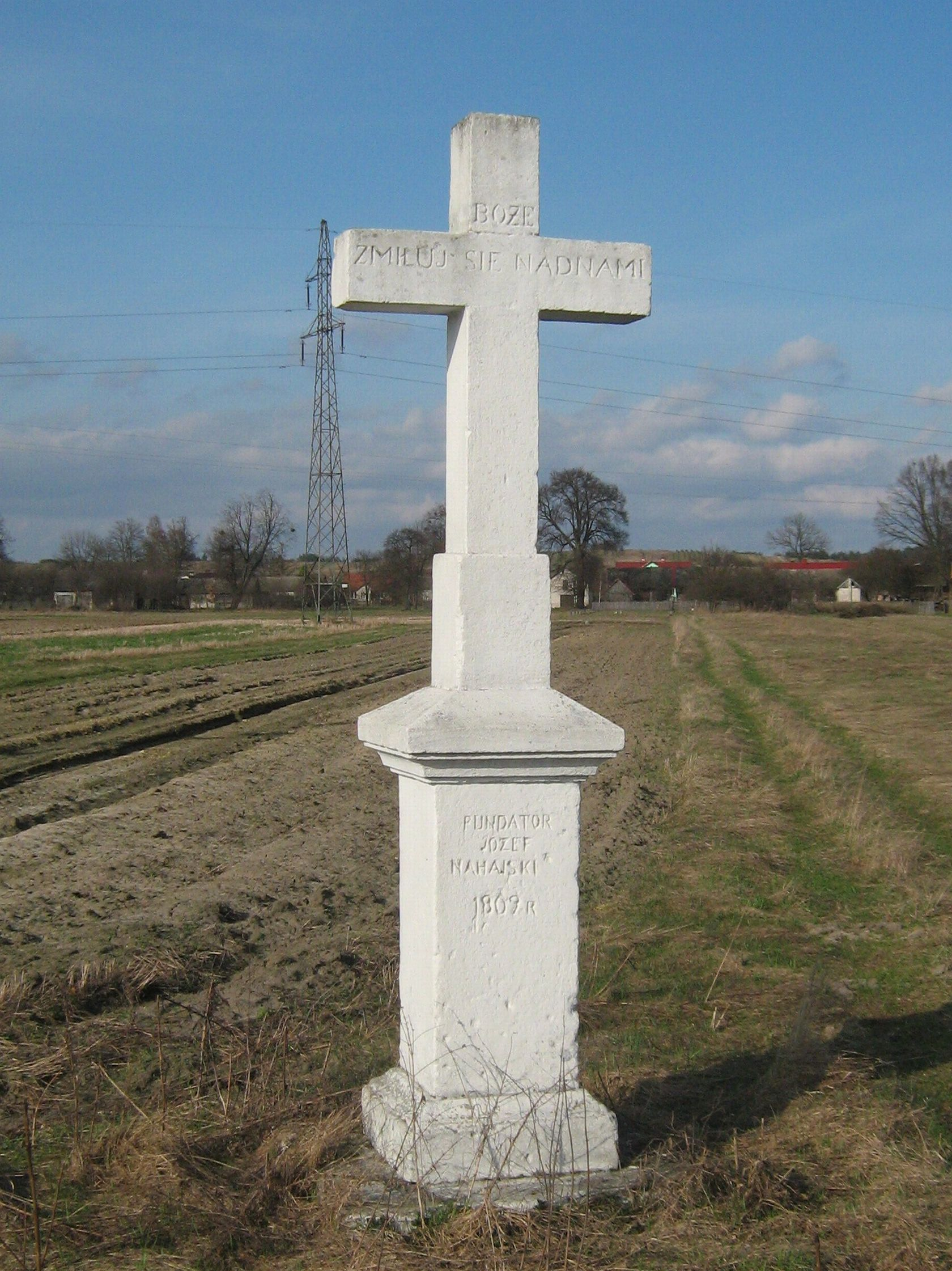
Krzyż polny w Majdanie Nepryskim

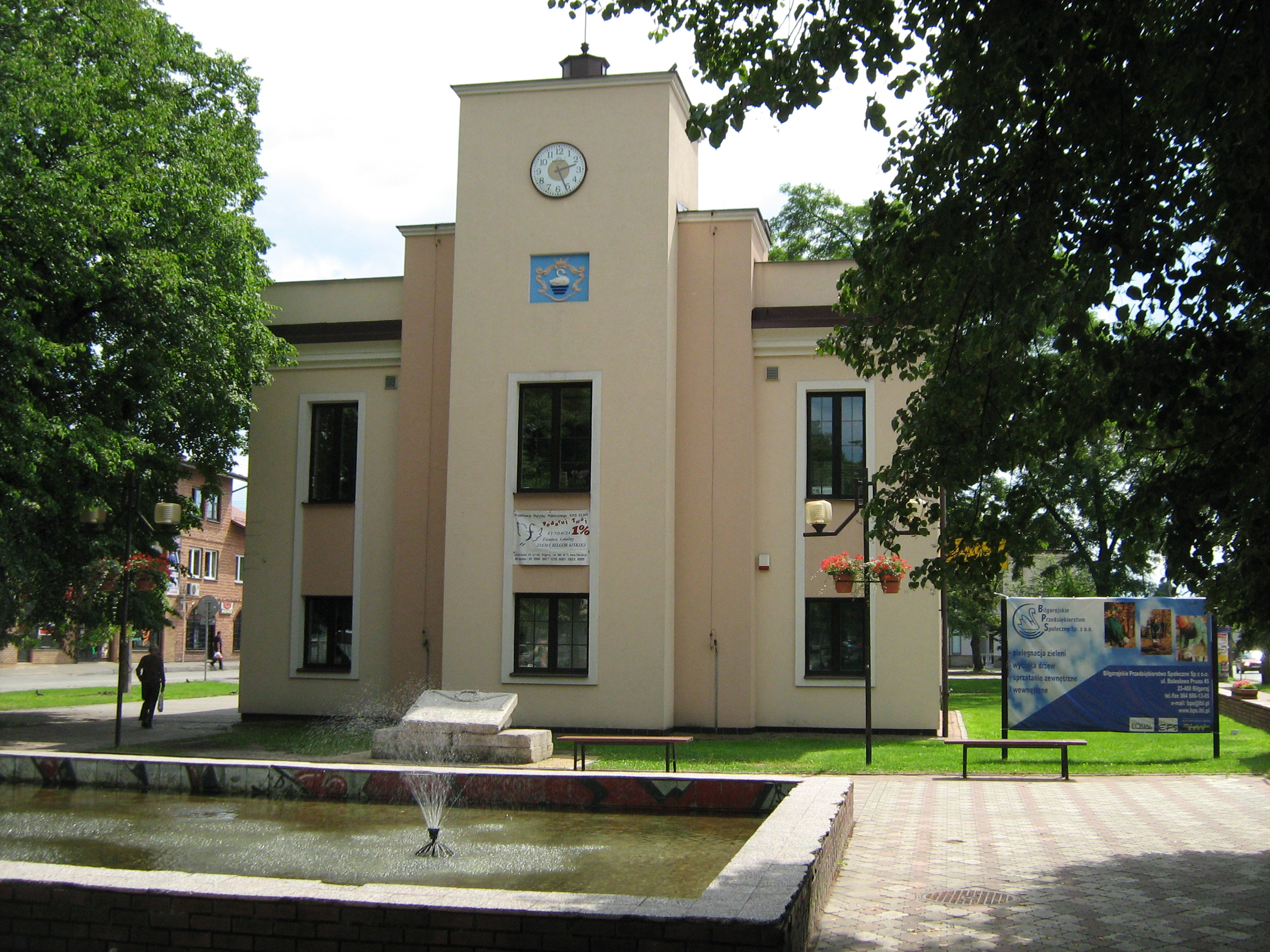
Elektrownia w Biłgoraju

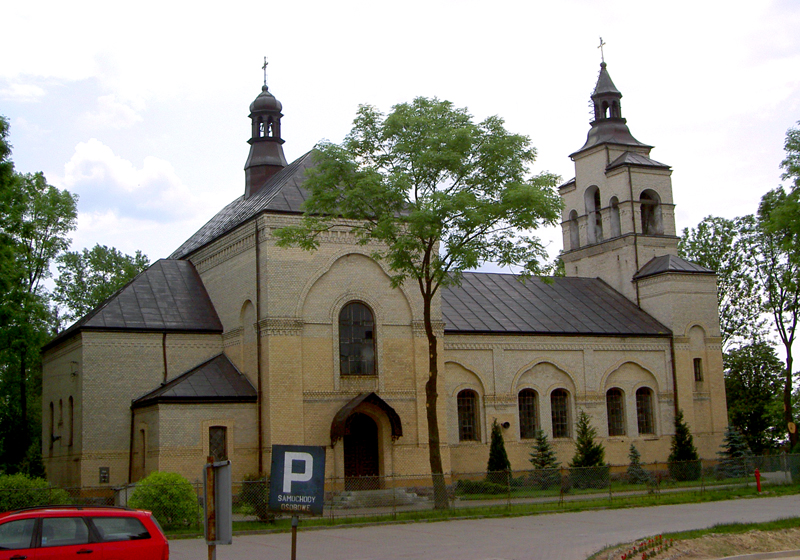
Kościół (dawna cerkiew) w Biszczy

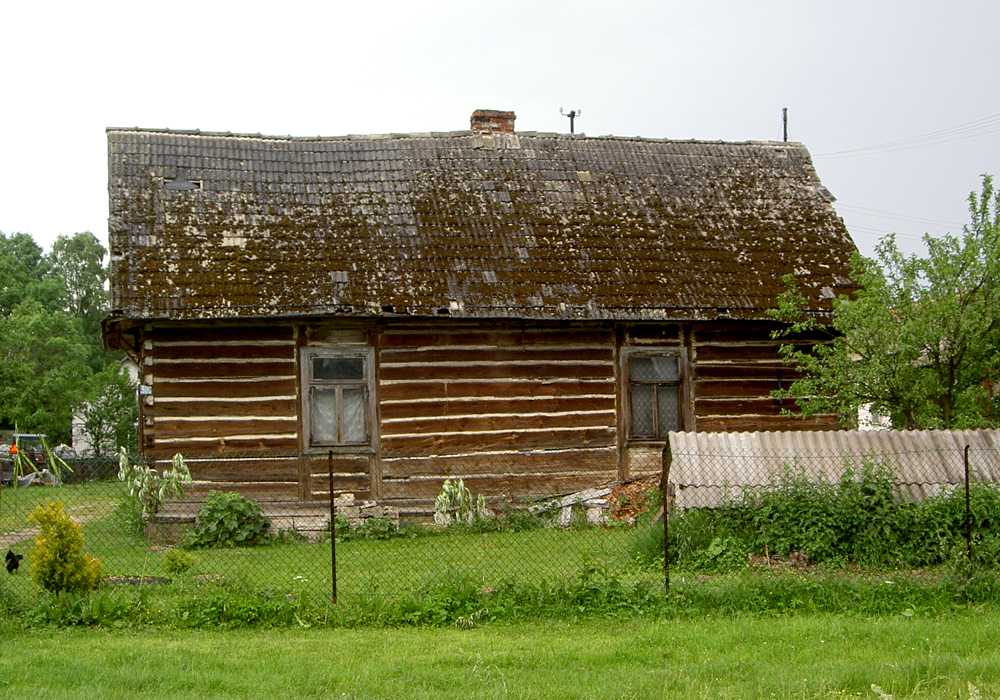
Chałupa w Potoku Górnym

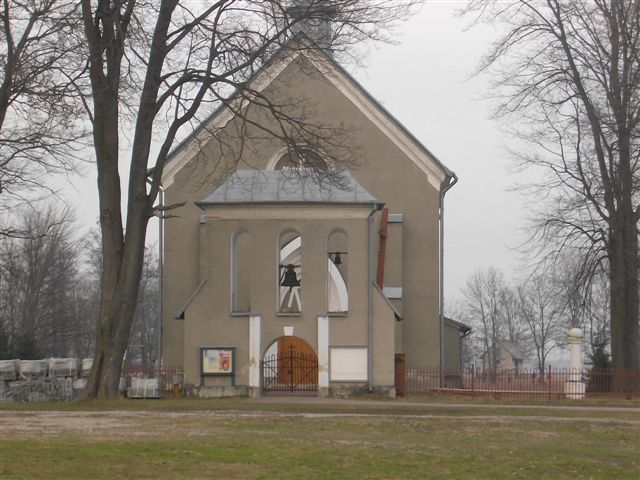
Kościół (dawna cerkiew) w Zamchu

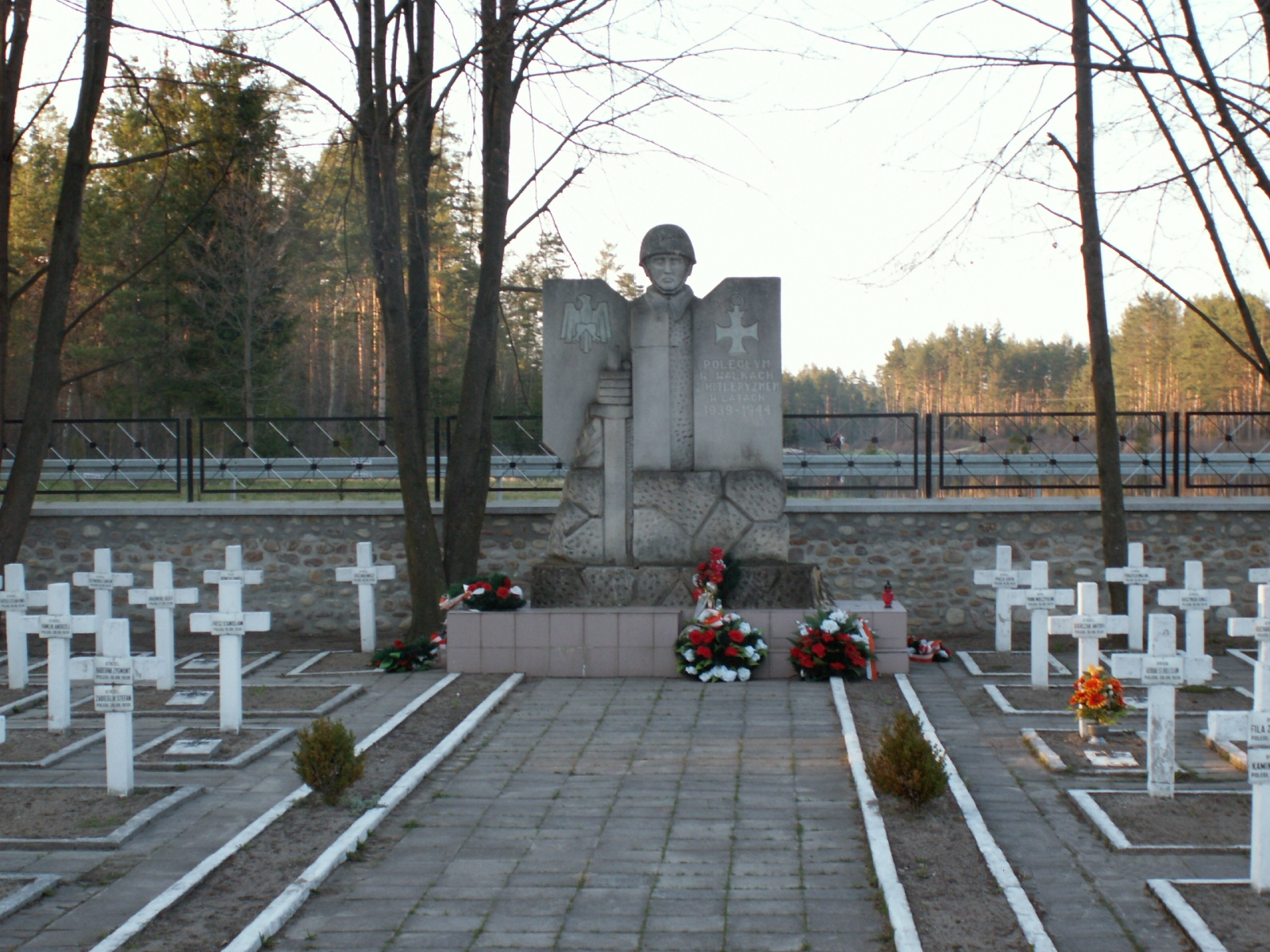
Cmentarz w Sigle

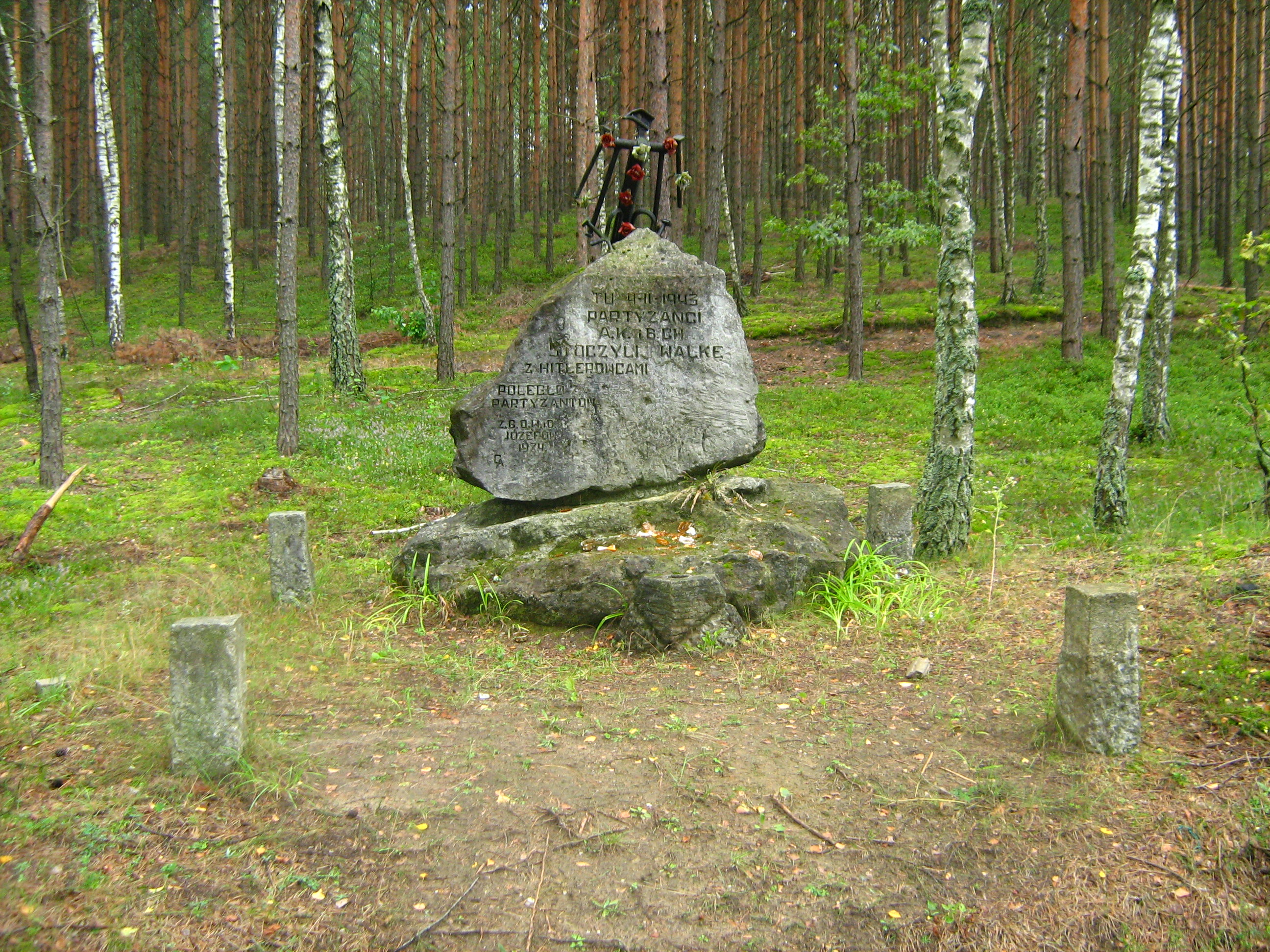
Pomnik w Długim Kącie

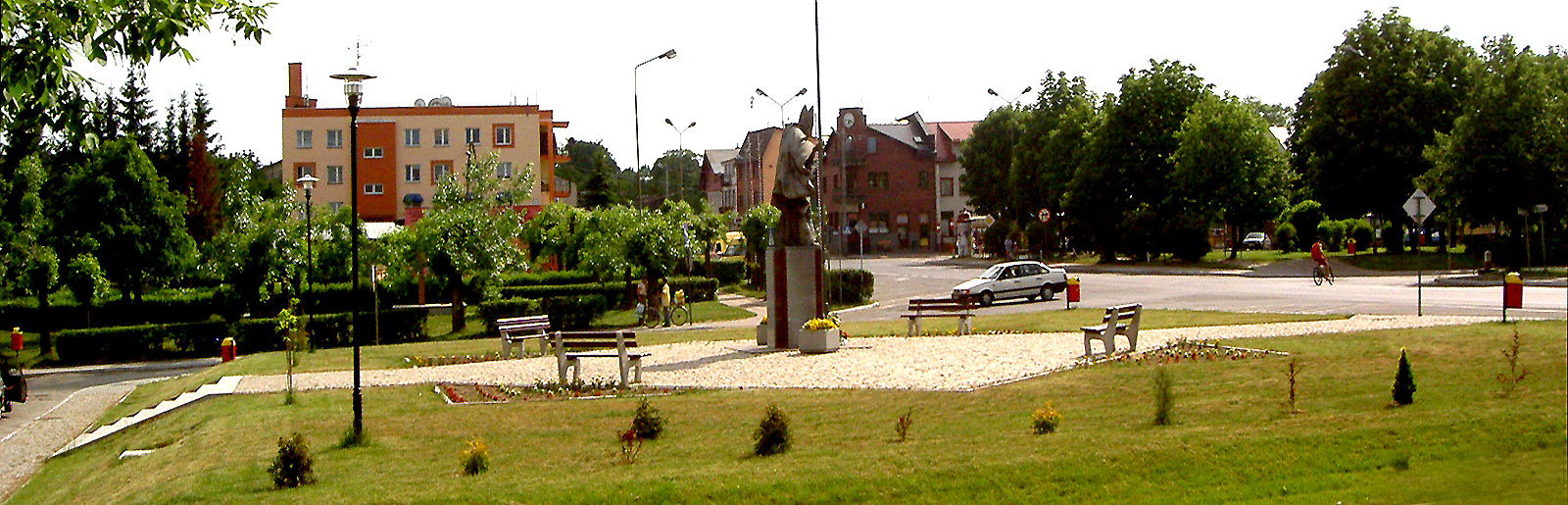
Tarnogrodzki rynek

### 1866–1912
Przed utworzeniem powiatu biłgorajskiego jego tereny obejmował istniejący od 1810 powiat tarnogrodzki (od 1842 okręg tarnogrodzki). W jego skład wchodziły również Frampol, Goraj i Janów Lubelski.
W 1866 w Królestwie Polskim nastąpiła reforma administracyjna. W ramach represji po powstaniu styczniowym zniesiono okręg tarnogrodzki (wraz z odebraniem praw miejskich Tarnogrodowi), a z południowo-zachodniej części powiatu zamojskiego utworzono powiat biłgorajski z siedzibą w Biłgoraju. Powiat był jednym z dziesięciu powiatów guberni lubelskiej. W 1866 jego obszar wynosił 1708 km² (30,6 mil²), w 1878 liczba mieszkańców wynosiła 80 335. W 1876 wśród 73898 mieszkańców powiatu było 46 595 (63%) katolików, 18 294 (25%) unitów, 6761 (9%) izraelitów, 2232 (3%) prawosławnych i 14 (0,01%) protestantów.
Powiat graniczył od północy z powiatami janowskim i zamojskim, od wschodu z powiatem tomaszowskim, a od zachodu i południa z Galicją (Austro-Węgry). Rzeka Tanew (niespławna) przecinała powiat na dwie geograficznie odmienne części: północną – niską, zalesioną i obfitującą w drobne cieki wodne (główna rzeka Łada), niezbyt uprawną i rzadko zaludnioną; oraz południową – wzniesioną, górzystą, bezleśną i ubogą w wody (tylko rzeczka Złota), natomiast lepiej uprawną i bardziej zaludnioną (mimo rzadkiego rozmieszczenia wsi). Jedyną drogą wodną powiatu był San (tylko na krótkim odcinku przygranicznym) natomiast najbliższa kolej – nadwiślańska – biegła w odległości około 10 mil od granicy powiatu. W powiecie niemal nie było dróg bitych (6 km przed I wojną światową), co hamowało rozwój rolnictwa i przemysłu (oprócz stosunkowo rozwiniętego sitarstwa w Biłgoraju). Na terenie powiatu istniały 4 małe browary, 1 gorzelnia i 6 fabryk (ostatnie miejsce wśród powiatów w guberni).
W powiecie było w 1878 roku 19 szkół podstawowych. Pod względem sądowym powiat biłgorajski należał do II okręgu sądowego w Zamościu i dzielił się na cztery gminne okręgi sądowe z siedzibami w Soli, Lipinach, Tarnogrodzie i Józefowie. Pod względem administracyjnym powiat dzielił się na (pisownia oryginalna):
- 1 miasto: Biłgoraj
- 3 osady miejskie: Józefów, Krzeszów i Tarnogród (Frampol i Goraj znalazły się w powiecie zamojskim)
- 14 gmin: Aleksandrów, Babica, Biszcza, Krzeszowska-Huta, Kniaźpol, Kocudza, Krzeszów, Łukowa, Majdan Sopocki, Potok górny, Puszcza Solska, Sol, „Tarnowatka” (właśc. Tarnogród[9]) i Różaniecka wola

### 1912–1914
Powiat biłgorajski znalazł się wśród powiatów guberni lubelskiej dotkniętych utworzeniem w 1912 guberni chełmskiej. Zaliczając ziemię biłgorajską do guberni chełmskiej, mającej z założenia ruski (rosyjski) charakter, władze rosyjskie wykorzystały kolejną możliwość rusyfikacji mieszkańców, ponieważ tylko w trzech gminach – Babice, Biszcza i Księżpol – odsetek prawosławnych (w większości byłych unitów, nawróconych przemocą w 1875) przekraczał 50%, a w trzech kolejnych – Potok Górny, Wola Różaniecka i Krzeszów – 30%.
Gminy Aleksandrów i Kocudza oraz części gmin Huta Krzeszowska, Łukowa, Majdan Sopocki, Puszcza Solska i Sól pozostały po stronie lubelskiej i zostały włączone do powiatu janowskiego. Pozostała część powiatu biłgorajskiego pod dotychczasową nazwą została włączona do guberni chełmskiej. Powiat biłgorajski w tych granicach liczył 998,7 km² powierzchni i 102 382 mieszkańców. W jego skład wchodziły miasto Biłgoraj, osady Tarnogród i Krzeszów oraz dziesięć gmin – Babice, Biszcza, Huta Krzeszowska, Księżpol, Krzeszów, Łukowa, Majdan Sopocki, Potok Górny, Puszcza Solska, Sól, Tarnogród i Wola Różaniecka, a w nich 101 wsi.
Granica nowej guberni przecięła dotychczasowy powiat bardzo skomplikowaną linią, istniała również enklawa „chełmska” – wieś Dyle. Nowy podział wywołał zamęt w administracji, w szczególności gminy Tarnogród początkowo nie zaliczono do chełmskiej, wobec czego stanowiła eksklawę guberni lubelskiej na granicy z Galicją. W nowych granicach powiatu ludność katolicka nadal stanowiła większość; według urzędowych danych mieszkało to 53 973 katolików, 36 562 prawosławnych, 13 070 żydów i 1 luteranin. Stopniowo wprowadzano przepisy wynaradawiające ludność polską.
W marcu gubernię chełmską wyłączono z generał-gubernatorstwa warszawskiego i włączono do generał-gubernatorstwa kijowskiego, jednak zmiana ta nie wywarła praktycznych skutków, bo już latem tego roku władze rosyjskie bezpowrotnie opuściły Polskę.

### 1914–1919
Po zajęciu Królestwa Polskiego przez wojska państw centralnych powiat biłgorajski znalazł się pod okupacją austro-węgierską – początkowo w obrębie Generał-Gubernatorstwa Wojskowego w Kielcach, a od 1 października 1915 Generał-Gubernatorstwu Wojskowemu w Lublinie. Okupacyjne władze austriackie przywróciły granice powiatów z 1912 roku. Wskutek intensywnej emigracji, ewakuacji ludności (zwłaszcza ukraińskiej) na wschód i strat wojennych, ludność powiatu w październiku 1916 w stosunku do 1906 spadła o 46,8% – do 71 761 osób.
Lokalnym organem władz okupacyjnych była cesarska i królewska komenda wojskowa, mająca charakter militarny. Na jej czele stali oficerowie armii austro-węgierskiej. W ramach tej komendy istniał komisariat cywilny kierowany przez komisarza cywilnego narodowości polskiej. Zachowano dotychczasową organizację władz gminnych i miejskich. Językiem urzędowym był niemiecki, ale w kontaktach z ludnością używano języka polskiego. Pod koniec 1917 przywrócono samorząd powiatowy, a latem 1918 – miejski.
Wielkie wzburzenie w powiecie wywołał traktat brzeski, mocą którego powiat znów miał być podzielony na część polską i „chełmską”, należącą do Ukrainy. Projektowana granica miała przecinać południową Lubelszczyznę wzdłuż linii Tarnogród – Biłgoraj – Szczebrzeszyn.
W październiku 1918 Rada Regencyjna powołała jako podstawowe jednostki administracji powiaty zarządzane przez komisarzy – początkowo zwanych królewsko-polskimi, potem ludowymi, a wreszcie rządowymi. 3 listopada 1918 ostatni austro-węgierski komisarz wojskowy powiatu biłgorajskiego ppłk Aleksander Carapet przekazał władzę miejscowemu komisarzowi cywilnemu A. Cyfrowiczowi i wyjechał z Biłgoraja. 4 listopada miejscowe jednostki POW bez oporu rozbroiły żołnierzy austriackich. Powiat był wolny.

### 1919–1939
Po odzyskaniu niepodległości powiat biłgorajski w dotychczasowych (czyli takich jak w 1866 roku) granicach stał się jednym z 19 powiatów utworzonego 14 sierpnia 1919 województwa lubelskiego.
1 stycznia 1923 do powiatu biłgorajskiego włączono gminy Frampol i Goraj z powiatu zamojskiego.
1 kwietnia 1923 z powiatu biłgorajskiego wyłączono gminę Majdan Sopocki i włączono ją do powiatu tomaszowskiego – z wyjątkiem wsi Długi Kąt, Hamernia, Izbica, Siedliska i Stanisławów, które po włączeniu do gminy Aleksandrów pozostały w powiecie biłgorajskim.
1 kwietnia 1927 zmieniono granice gmin wiejskich Sól, Aleksandrów i Puszcza Solska – wsie Brodziaki, Korczów, Okrągłe i Smólsko z gminy Sól włączono do gminy Puszcza Solska, a wieś Margole z gminy Sól włączono do gminy Aleksandrów, jak również do miasta Biłgoraja przyłączono wieś Bojary oraz wieś i folwark Różnówka z gminy Puszcza Solska.
31 października 1928 starostą biłgorajskim został Tadeusz Szałowski.
1 kwietnia 1930 zniesiono gminę Goraj, której teren włączono do gminy Frampol, oraz zmieniono granice gmin Frampol i Puszcza Solska – do tej ostatniej gminy włączono z gminy Frampol obszar leśny o obszarze 37,40 ha położony między wsią Karolówka a dotychczasową granicą gminy Puszcza Solska. Rozporządzenie to uchylono kolejnym rozporządzeniem z 29 lipca 1939; w efekcie zniesienie gminy Goraj zostało z mocą wsteczną uchylone, a zmiana granic gmin anulowana.
1 kwietnia 1933 powiat liczył 1575,37 km² powierzchni i 118 874 mieszkańców w 1 mieście, 15 gminach i 269 sołectwach.

### 1939–1944
W myśl paktu Ribbentrop-Mołotow biłgorajszczyzna wraz z resztą obszaru Polski na wschód od Wisły i Sanu miała przypaść Związkowi Radzieckiemu. 28 września 1939 miasto z okolicą zajęły wojska radzieckie, jednak w następstwie zmiany ustaleń między okupantami opuściły je po niecałych dwóch tygodniach.
26 października 1939 powiat biłgorajski objęła cywilna administracja niemiecka, tworząc na jego obszarze Landkreis Bilgoraj. Powiat należał wówczas do dystryktu lubelskiego Generalnego Gubernatorstwa. Nie licząc się z tradycyjnymi granicami 1 stycznia 1940 niemieckie władze okupacyjne włączyły do powiatu biłgorajskiego:
- miasto Szczebrzeszyn oraz gminy Tereszpol, Radecznica i Zwierzyniec z powiatu zamojskiego (przed wojną w woj. lubelskim);
- gminę Kuryłówka ze zniesionego powiatu łańcuckiego (przed wojną w woj. lwowskim);
- gminę Dzików Stary z powiatu lubaczowskiego (którego zdecydowanie większą część włączono do ZSRR) (przed wojną w woj. lwowskim);
- gminę Cieplice, utworzoną z większych części gmin Adamówka (oprócz gromady Dobra, którą włączono do ZSRR) i Sieniawa (bez gromad Dybków, Leżachów i Wylewa, które wraz z miastem Sieniawą włączono do ZSRR) z powiatu jarosławskiego (przed wojną w woj. lwowskim);
  - ponadto gromadę Majdan Sieniawski z dotychczasowej Adamówka z powiatu jarosławskiego przyłączono do gminy Wola Różaniecka w powiecie biłgorajskim (w latach 1940–1942 gromadę tę nazywano Osówka Górna).

Na przełomie 1940 i 1941 roku powiat biłgorajski liczył 23 gminy i 2584,1 km² powierzchni. W czasie wojny obszar powiatu, szczególnie wschodnia część, był objęty powstaniem zamojskim.
W 1943 roku Kreishauptmannschaft Bilgoraj obejmował dwa miasta: Biłgoraj (4745 mieszkańców) i Szczebrzeszyn (5091), oraz 21 gmin wiejskich: Aleksandrów (8272), Babice (7181), Biszcza (5627), Cieplice (9059), Dzików Stary (8821), Frampol (6512), Goraj (6637), Huta Krzeszowska (6761), Kocudza (6977), Krzeszów (6831), Księżpol (6561), Kuryłówka (5300), Łukowa (7068), Potok Górny (8146), Puszcza Solska (5394), Radecznica (10220), Sól (6918), Tarnogród (3034), Tereszpol (6396), Wola Różaniecka (6963) i Zwierzyniec (11779). Gminy (Gemeinden) były podzielone na 166 gromad (odtąd nazywanych wsiami, czyli Dörfer). 1 marca 1943 powiat zamieszkiwało 160,294 ludzi (w tym 75,880 mężczyzn i 84,414 kobiet) na powierzchni 2,431 km². Na 1 km² przypadało 65,9 mieszkańców.

### 1944–1954
W 1944 podział administracyjny Polski został odtworzony według stanu z 1939. Według podziału administracyjnego z 1952 powiat biłgorajski należał do woj. lubelskiego i dzielił się na 1 miasto i 15 gmin, które z kolei były podzielone na 144 gromad (sołectw) (liczba gromad w nawiasie):
- miasto Biłgoraj (Tarnogród, Józefów i Frampol były wówczas wsiami)
- gminy Aleksandrów (13), Babice (6), Biszcza (7), Frampol (13), Goraj (11), Huta Krzeszowska (16), Kocudza (13), Krzeszów (9), Księżpol (9), Łukowa (9), Potok Górny (9), Puszcza Solska (11), Sól (13), Tarnogród (0)[25] i Wola Różaniecka (5)

1 stycznia 1953 z gminy Kocudza wyłączono gromady Andrzejówka, Bukowa i Korytków Duży i włączono je do gminy Puszcza Solska.

### 1954–1972
1 stycznia 1955 weszła w życie reforma administracyjna wprowadzona ustawą z 29 września 1954 o reformie podziału administracyjnego wsi i powołaniu gromadzkich rad narodowych, polegająca na likwidacji gmin i podziale powiatów bezpośrednio na gromady. W myśl art. 3 tej ustawy podziału na gromady dokonywała wojewódzka rada narodowa w drodze uchwały zatwierdzonej przez Komitat Rady Państwa i Rady Ministrów do spraw Podziału Administracyjnego Kraju. Wojewódzka Rada Narodowa w Lublinie podjęła odpowiednią uchwałę 5 października 1954. Jej mocą powiat biłgorajski został podzielony na 1 miasto i 45 gromad:
- miasto Biłgoraj
- gromady Aleksandrów, Babice, Bidaczów Stary, Biłgoraj, Biszcza, Bukowa, Bukowina, Bystre, Chmielek, Dąbrowica, Dzwola, Frampol, Goraj, Górecko Stare, Gromada, Harasiuki, Hedwiżyn, Hosznia Ordynacka, Hucisko, Huta Plebańska, Jędrzejówka, Józefów, Kocudza, Korchów, Korytków Duży, Krzeszów, Księżpol, Lipiny Dolne, Luchów Górny, Łukowa, Majdan Nowy, Momoty Górne, Nowa Wieś, Obsza, Potok Górny, Rakówka, Smólsko, Sól, Stanisławów, Szyszków, Tarnogród, Teodorówka, Wola Dereźniańska, Wola Różaniecka i Zamch.

W ramach tej reformy dokonano licznych zmian przynależności administracyjnej poszczególnych miejscowości:
- z byłej gminy Potok Górny powiatu biłgorajskiego wyłączono dawną gromadę Kulno do powiatu leżajskiego województwa rzeszowskiego,
- z byłej gminy Goraj powiatu biłgorajskiego wyłączono dawną gromadę Zagrody do powiatu krasnostawskiego,
- do powiatu biłgorajskiego przyłączono dawną gromadę Gilów z powiatu krasnostawskiego,
- do powiatu biłgorajskiego przyłączono dawne gromady Majdan Nepryski, Borowina-Morgi, Górniki, Chłopków i Hedwiżyn, część dawnej gromady Bukownica (wsie Wolaniny i Ratwica) i obszary leśne wsi Aleksandrów z powiatu zamojskiego.

1 stycznia 1955 przyłączono do powiatu biłgorajskiego gromady Tereszpol-Kukiełki i Tereszpol-Zaorenda (wyodrębnione z byłej gminy Tereszpol) z powiatu zamojskiego.
Dalsze zmiany przyniosła reforma z 1955, wchodząca w życie 1 stycznia 1956:
- gromady Dzwola, Kocudza i Momoty Górne przeniesiono do odtworzonego powiatu janowskiego w woj. lubelskim[32],
- gromady Bystre i Krzeszów przeniesiono do nowo utworzonego powiatu leżajskiego w woj. rzeszowskim[33].

W efekcie 1 stycznia 1956 powiat biłgorajski składał się z 1 miasta i 42 gromad.
29 lutego 1956 zniesiono gromady Biłgoraj i Gromada, zastępując je – odpowiednio – gromadami Podlesie i Majdan Gromadzki (zmiany siedzib i nazw). Ponadto do gromady Stanisławów w powiecie biłgorajskim włączono kolonię Czarny Las z gromady Majdan Sopocki w powiecie tomaszowskim w tymże województwie.
1 stycznia 1957 do gromady Harasiuki włączono wieś Gózd Lipiński z gromady Biszcza.
1 stycznia 1958 do gromady Biszcza włączono z powrotem wieś Gózd Lipiński z gromady Harasiuki.
1 stycznia 1958 do powiatu biłgorajskiego włączono gromadę Czarnystok z powiatu zamojskiego, lecz już 31 grudnia 1959 roku gromadę tę włączono z powrotem do powiatu zamojskiego.
1 stycznia 1958 zniesiono: a) gromadę Tereszpol-Kukiełki, włączając jej obszar do gromady Tereszpol Zaorenda; b) gromadę Smólsko, włączając jej obszar do gromad: Podlesie (wsie Brodziaki, Edwardów i Smólsko Małe oraz gajówkę Kociołki), Majdan Nowy (wieś Smólsko Duże) i Księżpol (wsie Lipowiec Duży i Lipowiec Mały); i c) gromadę Babice, włączając jej obszar do gromady Obsza w tymże powiecie.
1 stycznia 1959 zniesiono gromadę Nowa Wieś w związku z przeniesieniem siedziby GRN z Nowej Wsi do Krzeszowa Górnego i zmianą nazwy jednostki na gromada Krzeszów Górny.
1 stycznia 1960 utworzono gromadę Biłgoraj siedzibą GRN w mieście Biłgoraju (nie wchodzącym w jej skład) z obszarów zniesionych gromad Dąbrowica, Majdan Gromadzki i Podlesie w tymże powiecie.
W sumie, do 1 lipca 1960 zniesiono 16 gromad a utworzono 2 nowe – Biłgoraj (z siedzibą w Biłgoraju) i Krzeszów Górny. W efekcie powiat składał się z 1 miasta i 24 gromad: Aleksandrów, Biłgoraj, Biszcza, Bukowa, Frampol, Goraj, Harasiuki, Hedwiżyn, Huta Plebańska, Jędrzejówka, Józefów, Krzeszów Górny, Księżpol, Lipiny Dolne, Łukowa, Majdan Nowy, Obsza, Potok Górny, Sól, Szyszków, Tarnogród, Teodorówka, Tereszpol-Zaorenda i Wola Różaniecka.
31 grudnia 1961 do gromady Józefów, w powiecie biłgorajskim przyłączono wieś Szopowe oraz stację kolejową Krasnobród z gromady Bondyrz w powiecie zamojskim.
Do 1 lipca 1965 zniesiono kolejne 5 gromad (Bukowa, Hedwiżyn, Huta Plebańska, Jędrzejówka i Szyszków), utworzono natomiast gromadę Huta Krzeszowska. W efekcie powiat składał się z 1 miasta i 20 gromad.

### 1973–1975
Kolejna reforma administracyjna z 1972 przyniosła zniesienie gromad i reaktywację gmin z dniem 1 stycznia 1973. Powiat biłgorajski podzielono na 1 miasto i 12 gmin:
- miasto Biłgoraj
- gminy Biłgoraj, Biszcza, Frampol, Goraj, Harasiuki, Józefów, Księżpol, Łukowa, Obsza, Potok Górny, Tarnogród i Tereszpol.

Gminę Krzeszów odtworzono w powiecie leżajskim woj. rzeszowskiego. W miejsce dawnej gminy Kocudza utworzono w powiecie janowskim woj. lubelskiego gminę Dzwola. Ponadto 1 stycznia 1973 z powiatu krasnostawskiego wyłączono część obszaru sołectwa Gródki o powierzchni 250 ha, którą włączono do powiatu biłgorajskiego.
W ramach reformy odtworzono jedynie niektóre dawne gminy, natomiast pozostałe uległy znacznym zmianom. Odtworzono gminy Biszcza, Frampol, Goraj, Księżpol, Łukowa, Potok Górny i Tereszpol. Dawna gmina Aleksandrów została odtworzona jako gmina Józefów, dawna gmina Babice – jako gmina Obsza, dawna gmina Huta Krzeszowska – jako Harasiuki. Nowa gmina Tarnogród objęła dawną gminę Tarnogród (obejmującą samą miejscowość) i otaczającą ją gminę Wola Różaniecka. Nowo utworzona gmina Biłgoraj, otaczająca pierścieniem miasto, objęła większość terenów dawnych gmin Sól i Puszcza Solska, których nie odtworzono.
W 1973 powierzchnia powiatu biłgorajskiego wynosiła 1685 km², liczba mieszkańców 92.600, gęstość zaludnienia – 55 mieszkańców na km².

### 1975–1998
Wskutek reformy administracyjnej z 1975 1 czerwca tego roku powiat biłgorajski został zniesiony. Wchodzące w jego skład gminy włączono do nowo utworzonego województwa zamojskiego, jedynie gmina Harasiuki została włączona do województwa tarnobrzeskiego (tam znalazły się też dawne „biłgorajskie” gminy Krzeszów i Dzwola).
2 lipca 1976 zniesiono gminy Biszcza, Obsza i Tereszpol. Obszar gminy Biszcza podzielono między gminy Księżpol, Potok Górny i Tarnogród, obszar gminy Obsza przyłączono do gminy Łukowa a obszar gminy Tereszpol podzielono między gminy Biłgoraj i Zwierzyniec.
1 września 1977 zniesiono także gminę Krzeszów w woj. tarnobrzeskim, włączając ją do gminy Rudnik.
1 października 1982 odtworzono gminy Biszcza i Obsza (a także gminę Krzeszów w woj. tarnobrzeskim, powiększoną o wieś Podolszynka Plebańska z gminy Harasiuki). Gminę Tereszpol przywrócono 1 stycznia 1984, jednak wieś Hedwiżyn pozostała w gminie Biłgoraj.
1 stycznia 1987 prawa miejskie odzyskał Tarnogród a 1 stycznia 1988 – po połączeniu z Morgami i Pardysówką – Józefów. Od momentu odzyskania praw miejskich miasta te stanowiły jednostki administracyjne (gminy miejskie) odrębne od jednoimiennych gmin wiejskich natomiast miały wspólne z nimi władze gminne. 1 lutego 1991 miasta oraz gminy wiejskie Tarnogród i Józefów połączono we wspólne gminy miejsko-wiejskie.
1 stycznia 1992 utworzono nową (dużo mniejszą niż sprzed 1954 roku) gminę Aleksandrów, wyodrębnioną z części obszaru gminy Józefów.
1 października 1993 prawa miejskie odzyskał także Frampol, wobec czego gminę wiejską Frampol przekształcono w gminę miejsko-wiejską.

### Od 1999
Wraz z reformą administracyjną z 1999 roku w nowym województwie lubelskim przywrócono powiat biłgorajski. W porównaniu z obszarem z początku 1975 powiat biłgorajski został zwiększony o gminę Turobin (dawniej w powiecie krasnostawskim, a następnie także w województwie zamojskim), lecz zmniejszony o gminę Harasiuki, przyłączoną do powiatu niżańskiego w województwie podkarpackim (tamże po raz pierwszy znalazła się gmina Krzeszów, podczas gdy gmina Dzwola powróciła do powiatu janowskiego). Czyniono zabiegi o włączenie do powiatu biłgorajskiego gminy Zwierzyniec, lecz ostatecznie włączono ją do powiatu zamojskiego.
1 stycznia 2021 status miasta odzyskał Goraj, a gmina Goraj stała się gminą miejsko-wiejską.
1 stycznia 2024 prawa miejskie odzyskał Turobin, a gmina Turobin przekształciła się w gminę miejsko-wiejską.

## Demografia
Liczba ludności (dane z 30 czerwca 2005):
|        | Ogółem  | Ogółem | Kobiety | Kobiety | Mężczyźni | Mężczyźni |
| osób   | %       | osób   | %       | osób    | %         |           |
| ------ | ------- | ------ | ------- | ------- | --------- | --------- |
| Ogółem | 104 501 | 100    | 52 872  | 50,59   | 51 629    | 49,41     |
| Miasto | 34 353  | 32,87  | 17 668  | 16,91   | 16 685    | 15,97     |
| Wieś   | 70 148  | 67,13  | 35 204  | 33,69   | 34 944    | 33,44     |

▶Wieś vs ▶miasto
Ogółem (▶k, ▶m)
Miasto (▶k, ▶m)
Wieś (▶k, ▶m)

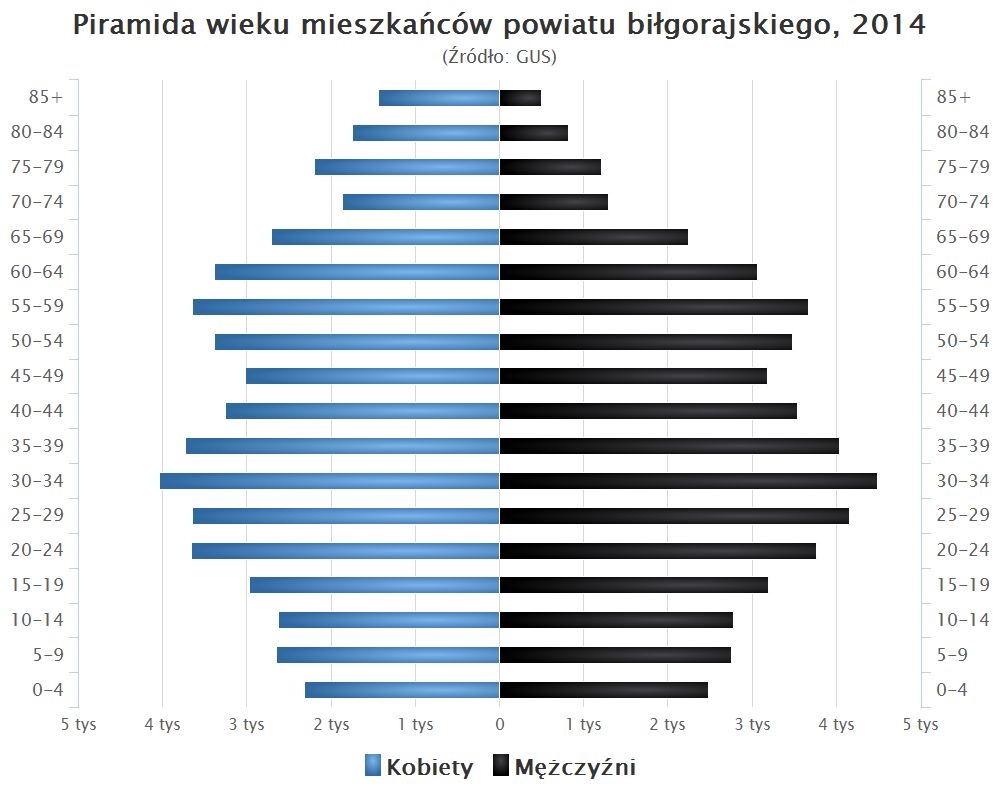
Piramida wieku mieszkańców powiatu biłgorajskiego w 2014 roku

Według danych z 31 grudnia 2019 roku powiat zamieszkiwało 100 919 osób. Natomiast według danych z 30 czerwca 2020 roku powiat zamieszkiwało 100 617 osób.

## Stopa bezrobocia
We wrześniu 2019 liczba zarejestrowanych bezrobotnych wynosiła 2100 osób, a stopa bezrobocia 4,4%

## Starostowie biłgorajscy
Na podstawie źródła:
- Czesław Małyszek (13 listopada 1998 – 19 listopada 2002)
- Stanisław Schodziński (19 listopada 2002 – 24 listopada 2006)
- Marek Onyszkiewicz (24 listopada 2006 – 27 listopada 2010)
- Marian Tokarski (27 listopada 2010 – 10 stycznia 2017)
- Kazimierz Paterak (10 stycznia 2017 – 21 listopada 2018)
- Andrzej Szarlip (od 21 listopada 2018)

## Urzędy gmin
stan na 1 stycznia 2018 rok
| Gmina                  | Zdjęcie | Kierownictwo                      | Adres |
| ---------------------- | ------- | --------------------------------- | --- |
| Powiat                 |         |                                   | |
| POWIAT                 |         | Starosta starosta Andrzej Szarlip | ul. T. Kościuszki 87 23-400 Biłgoraj tel. 84 688-20-01 www                                                          |
| Gmina miejska          |         |                                   | |
| Biłgoraj               |         | Burmistrz Wojciech Adam Gleń      | pl. Wolności 16 23-400 Biłgoraj tel. 84 686-25-11 www                                                               |
| Gminy miejsko-wiejskie |         |                                   | |
| Goraj                  |         | Burmistrz Antoni Łukasik          | ul. Bednarska 1 23-450 Goraj tel. 84 685-80-02 www. goraj.eurzad.eu. [zarchiwizowane z tego adresu (2011-08-10)].   |
| Frampol                |         | Burmistrz Józef Rudy              | ul. Radzięcka 8 23-440 Frampol tel. 84 685-75-09 www                                                                |
| Józefów                |         | Burmistrz Roman Antoni Dziura     | ul. Kościuszki 37 23-460 Józefów tel. 84 687-81-33 www                                                              |
| Tarnogród              |         | Burmistrz Eugeniusz Stróż         | ul. Kościuszki 5 23-420 Tarnogród tel. 84 689-71-61 www. tarnogrod.eu. [zarchiwizowane z tego adresu (2014-01-13)]. |
| Turobin                |         | Burmistrz Andrzej Kozina          | ul. Rynek 4 23-465 Turobin tel. 84 683-33-35 www                                                                    |
| Gminy wiejskie         |         |                                   | |
| Aleksandrów            |         | Wójt Andrzej Borowiec             | Aleksandrów II 380 23-408 Aleksandrów tel. 84 687-50-02 www                                                         |
| Biłgoraj               |         | Wójt Dariusz Świerczyński         | ul. Kościuszki 88 23-400 Biłgoraj tel. 84 686-15-10 www                                                             |
| Biszcza                |         | Wójt Zbigniew Pyczko              | Biszcza 79 23-425 Biszcza tel. 84 685-60-23 www                                                                     |
| Księżpol               |         | Wójt Lech Jan Rębacz              | ul. Biłgorajska 12 23-415 Księżpol tel. 84 687-74-20 www                                                            |
| Łukowa                 |         | Wójt Stanisław Kozyra             | Łukowa 262 23-412 Łukowa tel. 84 687-40-02 www                                                                      |
| Obsza                  |         | Wójt Andrzej Placek               | Obsza 36 23-413 Obsza tel. 84 689-10-02 www. bip.mbnet.pl. [zarchiwizowane z tego adresu (2009-06-20)].             |
| Potok Górny            |         | Wójt Edward Adam Hacia            | Potok Górny 116 23-423 Potok Górny tel. 84 685-25-18 www                                                            |
| Tereszpol              |         | Wójt Jacek Pawluk                 | ul. Długa 234 23-407 Tereszpol tel. 84 687-60-05 www                                                                |

## Miejscowości powiatu biłgorajskiego według liczby mieszkańców
Dane pobrane z serwisu hoga.pl (stan na rok 2008).
| Ponad 1500 mieszkańców: 1. Biłgoraj – 29 800 2. Tarnogród – 3560 3. Aleksandrów – 3135 4. Józefów – 2652 5. Łukowa – 2604 6. Biszcza – 1901 7. Sól – 1708 8. Różaniec – 1556 9. Frampol – 1524 1000 – 1499 mieszkańców: 1. Zamch – 1480 2. Potok Górny – 1341 3. Tereszpol – 1157 4. Chmielek – 1153 5. Księżpol – 1145 6. Lipiny Dolne – 1120 7. Bukowina – 1063 8. Goraj – 1048 9. Turobin – 1036 750 – 999 mieszkańców: 1. Babice – 966 2. Gromada – 941 3. Tereszpol-Kukiełki – 919 4. Dąbrowica – 877 5. Obsza – 861 6. Wola Różaniecka – 784 7. Tereszpol-Zygmunty – 766 8. Majdan Nepryski – 755 9. Korchów Pierwszy – 750 500 – 749 mieszkańców: 1. Radzięcin – 746 2. Stary Majdan – 746 3. Gózd Lipiński – 727 4. Zagrody – 692 5. Korytków Duży – 683 6. Stanisławów – 655 7. Bukowa – 652 8. Czernięcin Główny – 638 9. Zastawie – 618 10. Wola Obszańska – 617 11. Hedwiżyn – 616 12. Luchów Górny – 598 13. Nowy Majdan – 593 14. Luchów Dolny – 589 15. Teodorówka – 589 16. Gródki – 579 17. Lipowiec – 570 18. Szyszków – 560 19. Rakówka – 541 20. Żabno – 536 21. Lipiny Górne-Borowina – 532 22. Dereźnia Solska – 526 | 350 – 499 mieszkańców: 1. Długi Kąt – 497 2. Korczów – 493 3. Dąbrówka – 483 4. Dereźnia-Zagrody – 480 5. Smólsko Duże – 478 6. Olchowiec – 461 7. Naklik – 458 8. Płusy – 449 9. Korytków Mały – 427 10. Wólka Abramowska – 402 11. Guzówka-Kolonia – 398 12. Okrągłe – 393 13. Hosznia Ordynacka – 390 14. Rogale – 388 15. Przedm. Szczebrzesz. – 386 16. Wola Dereźniańska – 386 17. Wola Radzięcka – 379 18. Hamernia – 377 19. Ciosmy – 376 20. Tokary – 368 21. Majdan Gromadzki – 365 22. Chłopków – 362 23. Lipiny Górne-Lewki – 358 24. Górniki – 354 200 – 349 mieszkańców: 1. Jasiennik Stary – 341 2. Górecko Stare – 332 3. Ruda Solska – 330 4. Zagródki – 330 5. Tarnawa Duża – 329 6. Czernięcin Poduchowny – 327 7. Rzeczyce – 325 8. Stary Bidaczów – 324 9. Komodzianka – 322 10. Sokołówka – 309 11. Rokitów – 304 12. Smoryń – 299 13. Żurawie – 284 14. Huta Turobińska – 281 15. Dereźnia Majdańska – 273 16. Kąty – 269 17. Siedliska – 267 18. Korchów Drugi – 266 19. Panasówka – 266 20. Szozdy – 265 21. Markowicze – 258 22. Karolówka – 254 23. Pisklaki – 254 24. Samsonówka – 254 25. Nowa Wieś – 253 26. Tarnawa Mała – 245 27. Zawadka – 236 28. Borowina – 233 29. Bononia – 225 30. Stara Wieś – 220 31. Zynie – 218 32. Załawcze – 215 33. Andrzejówka – 213 34. Przymiarki – 212 35. Jędrzejówka – 210 36. Gilów – 205 37. Kondraty – 204 38. Stary Lipowiec – 200 | 100 – 199 mieszkańców: 1. Bukownica – 198 2. Dorbozy – 198 3. Nadrzecze – 198 4. Olszanka – 192 5. Wólka Czernięcińska – 185 6. Pulczynów – 184 7. Stare Króle – 180 8. Średniówka – 180 9. Smólsko Małe – 176 10. Teodorówka-Kolonia – 171 11. Podsośnina – 169 12. Brzeziny – 168 13. Dyle – 162 14. Wola Mała – 162 15. Jedlinki – 161 16. Majdan Kasztelański – 159 17. Abramów – 157 18. Osuchy – 155 19. Wola Kątecka – 155 20. Teodorówka – 153 21. Nowy Bidaczów – 148 22. Wólka Biska – 144 23. Zagroble – 141 24. Szopowe – 135 25. Tarnowola – 134 26. Kajetanówka – 132 27. Elizówka – 130 28. Nowy Lipowiec – 129 29. Borki – 126 30. Żabno-Kolonia – 114 31. Majdan Abramowski – 113 32. Rapy Dylańskie – 110 33. Budzyń – 109 34. Wola Duża – 106 35. Brodziaki – 101 36. Kolonia Malennik – 100 Poniżej 100 mieszkańców: 1. Hosznia Abramowska – 99 2. Gaj Czernięciński – 97 3. Sokołówka-Kolonia – 87 4. Ignatówka – 84 5. Wola Kulońska – 83 6. Szostaki – 80 7. Szarajówka – 74 8. Ruda-Zagrody – 72 9. Tarnawa-Kolonia – 72 10. Zanie – 72 11. Zabłocie – 71 12. Zagumnie – 67 13. Kozaki – 64 14. Albinów Duży – 61 15. Borowiec – 56 16. Kulasze – 53 17. Zagrody Dąbrowickie – 52 18. Budziarze – 46 19. Czarny Las – 45 20. Gliny – 45 21. Górecko Kościelne – 44 22. Pawlichy – 44 23. Edwardów – 42 24. Albinów Mały – 40 25. Żary – 38 26. Cyncynopol – 36 27. Podlas – 34 28. Margole – 23 29. Jachosze – 15 30. Sigła – 15 31. Kamionka – 12 32. Suszka – 11 33. Wolaniny – 11 34. Ratwica – 8 35. Żelebsko – 7 |

Z powodu braku aktualnych danych, w powyższej liście nie ma następujących miejscowości:

Bolesławin, Bukowiec, Cichy, Florianka, Jamieńszczyzna, Kolonia Różaniecka, Kuchy-Kolonia, Marianka, Markowicze-Cegielnia, Pierogowiec, Podlesie, Polesiska, Popówka, Poręby, Różaniec-Szkoła, Telikały i Zagrody.

## Sąsiednie powiaty
- powiat janowski
- powiat lubelski
- powiat krasnostawski
- powiat zamojski
- powiat tomaszowski
- powiat lubaczowski (podkarpackie)
- powiat przeworski (podkarpackie)
- powiat leżajski (podkarpackie)
- powiat niżański (podkarpackie)